# 大洋康吉鰻
大洋康吉鰻（學名：Conger oceanicus），又稱大洋糯鰻，是輻鰭魚綱鰻形目康吉鳗科康吉鳗属的其中一種，分布於西大西洋區，從美國麻薩諸塞州科德角到佛羅里達州東北部和墨西哥灣北部海域，深度1至477公尺，本魚身體延長，尾部側扁漸細，上顎比下顎向前突出，背面呈深灰色，而腹面呈白色，背鰭和臀鰭有深色邊緣，體長可達230公分，體重可達40公斤，為底棲性魚類，以魚類、甲殼類、軟體動物為食，會進行洄游，生活習性不明，可作為食用魚。